# Varennes, Indre-et-Loire

Varennes este o comună în departamentul Indre-et-Loire, Franța. În 1 ianuarie 2022 avea o populație de 254 de locuitori.